# Pazifikspiele 2011/Squash
Bei den Pazifikspielen 2011 in Nouméa, Neukaledonien, fanden vom 29. August bis 9. September 2011 im Squash sieben Wettbewerbe statt.
Erfolgreichste Nation war Gastgeber Neukaledonien, dessen Spieler sämtliche Wettbewerbe gewannen.

## Bilanz

### Medaillenspiegel
| Platz  | Land            | Gold | Silber | Bronze | Gesamt |
| ------ | --------------- | ---- | ------ | ------ | ------ |
| 1      | Neukaledonien   | 7    | 3      | 2      | 12     |
| 2      | Fidschi         | —    | 2      | 2      | 4      |
| 3      | Samoa           | —    | 1      | 2      | 3      |
| 4      | Papua-Neuguinea | —    | 1      | —      | 1      |
| Gesamt | Gesamt          | 7    | 7      | 6      | 20     |

### Medaillengewinner
| Disziplin        | Gold | Silber                                                                               | Bronze                                                                   |
| ---------------- | --- | ------------------------------------------------------------------------------------ | ------------------------------------------------------------------------ |
| Herreneinzel     | Laurent Guepy                                                                                           | Justin Ho                                                                            | Warren Yee                                                               |
| Dameneinzel      | Christine Deneufbourg                                                                                   | Cynthia Tahuhuterani                                                                 | Vanessa Quach                                                            |
| Herrendoppel     | Etienne Marziac Laurent Guepy                                                                           | Ivan Chewlit Chad Rankin                                                             | Fabian Dinh Nicolas Massenet                                             |
| Damendoppel      | Sylvaine Durand Vanessa Quach                                                                           | Christine Deneufbourg Cynthia Tahuhuterani                                           | Fiona Ah Fook Luciana Thompson                                           |
| Mixed            | Sylvaine Durand Fabian Dinh                                                                             | Vanessa Quach Laurent Guepy                                                          | Sharmila Devi Warren Yee                                                 |
| Herrenmannschaft | NeukaledonienNicolas Massenet Etienne Marziac Laurent Guepy Fabian Dinh Julien Peraldi                  | FidschiWarren Yee Marika Matanatabu Justin Ho Romit Parshottam Sailesh Pala          | SamoaChad Rankin Jordan Ah Liki Ivan Chewlit Jobenz Manoa Alan Schwalger |
| Damenmannschaft  | NeukaledonienChristine Deneufbourg Marie Pierre Leca Cynthia Tahuhuterani Sylvaine Durand Vanessa Quach | Papua-NeuguineaImong Brooksbank Sheila Morove Lynette Vai Tina Yansom Merlyn Alarcos |                                                                          |